# Tafers
Tafers (französisch Tavel; senslerdeutsch Taafersch; Freiburger Patois Taviⓘ) ist eine politische Gemeinde und der Hauptort des Sensebezirks im Schweizer Kanton Freiburg. Zum 1. Januar 2021 wuchs die Gemeinde um die bisher selbständigen Gemeinden Alterswil und St. Antoni, die auf dieses Datum mit Tafers fusionierten.

## Geographie

Luftbild (1964)

Der höchste Punkt liegt auf 904 Metern bei Ober-Maggenberg, die tiefste Stelle befindet sich auf 564 Metern im Gebiet Galtera. Der bewaldete Hügel Maggenberg, wo früher die Burg Unter-Maggenberg stand (etwa Mitte des 12. Jahrhunderts entstanden und Mitte des 14. Jahrhunderts aufgegeben), dominiert den Dorfkern im Süden. Tafers gilt als Vorort der Stadt Freiburg und ist zentral gelegen. Das Dorf ist eine im mittleren Sensebezirk am Kreuzungspunkt wichtiger Strassen gelegene Streusiedlungsgemeinde und liegt in zirka 7 Kilometern Entfernung vom Zentrum der Stadt Freiburg. Die Gemeinde grenzt westlich mit dem Quartier Kleinschönberg an die Stadtgemeinde Freiburg, südlich entlang dem Galterengraben und der Galtera (Galterenbach) an St. Ursen, Brünisried und Plaffeien, nordöstlich an Ueberstorf und Heitenried. Nördliche Nachbargemeinden sind Schmitten, Düdingen und Wünnewil-Flamatt. Im Osten grenzen die Berner Gemeinden Schwarzenburg und Guggisberg an Tafers.

## Geschichte

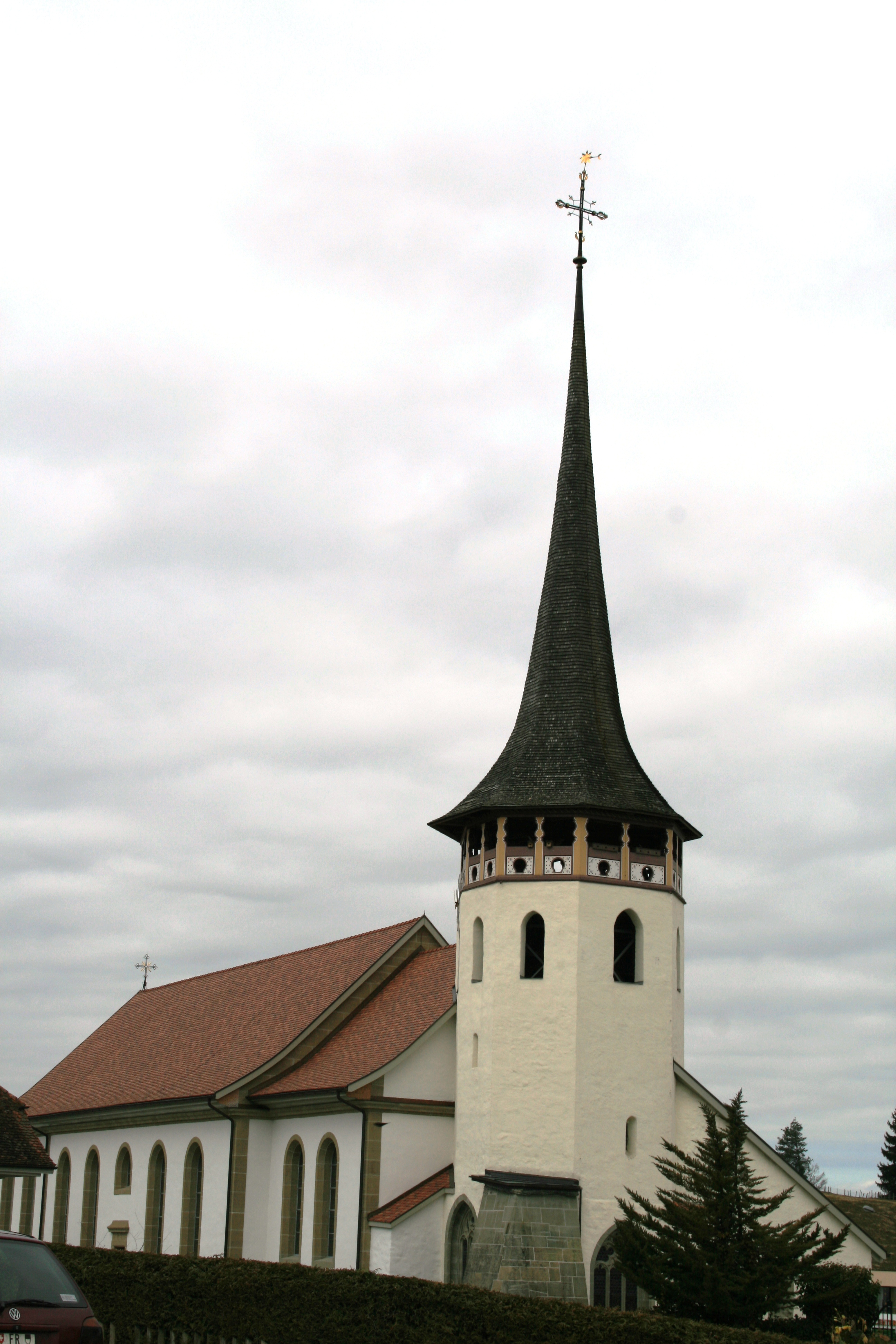
Römisch-katholische Kirche

Tafers wird erstmals um 1150 als Tabernae (Jacc 453), zwischen 1178 und 1189 als de Tabemis (Cart Hautcrêt, MDR XII 195), 1228 als Tavels (FRB II 92), 1433 als Tavers (RD VIII 39) erwähnt. Der Ortsname geht wahrscheinlich auf das spätlateinische tǎbellu zurück, das «Tafel, Wirtshaus» bedeutete (vgl. lateinisch taberna «Gasthof»). Tafers ist damit eine romanische Gründung, der Ort einer Herberge. Die Alemannen haben den Ortsnamen etwa im 8./9. Jahrhundert von den hier anwesenden Romanen übernommen und eingedeutscht.
Die Kirche, möglicherweise eine fränkische Gründung, entwickelte sich zum Zentrum einer ausgedehnten Pfarrei, die bis an die Saane reichte, mehr als die Hälfte des heutigen Sensebezirks umfasste und zur Alten Landschaft gehörte. Von ihr trennten sich im 16. Jahrhundert das Mattenquartier der Stadt Freiburg, 1885/94 die Pfarreien Alterswil und St. Antoni sowie 1901 die Pfarrei St. Ursen ab. 1848 mit der neuen Kantonsverfassung wurde Tafers in den damals neu geschaffenen Sensebezirk eingegliedert.
Die Pfarrgemeinde Tafers wurde 1831/32 in die vier selbständigen Gemeinden Tafers (ehemals Bodenschrot genannt), Alterswil (Juchschrot), St. Antoni (Schrickschrot) und Enet-dem-Bach-Schrot (St. Ursen) aufgeteilt. Ab 1999 gehören die reformierten Einwohner zur evangelisch-reformierten Kirchgemeinde St. Antoni.
1903 fiel in der Nähe des Ortes ein 28,9 Gramm schwerer Steinmeteorit und wurde als Typ L5 klassifiziert. Nach seinem genauen Fundort bei Menziswil wurde er unter dem offiziellen Namen Menziswyl registriert.

## Wappen
In Rot ein blau-schwarz gekleideter Landsknecht mit silberner Halbarte. Dieses seit dem 18. Jahrhundert bekannte Wappen lehnt sich heraldisch stilisiert an die Freiburger Landsknechttracht des 16. Jahrhunderts an. Der Hellebardier wird auch als «Senslerbub» bezeichnet. Das Wappen des Hauptortes wurde auch vom Sensebezirk übernommen.

## Zentrumsfunktion

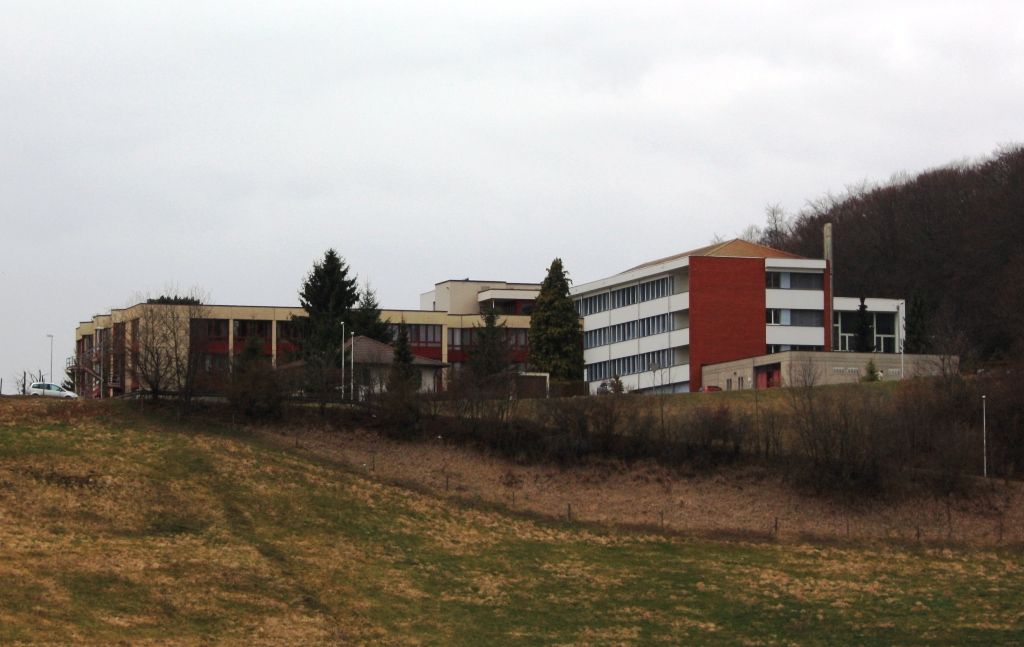
Bezirksspital Tafers

Das Dorf, seit 1848 Bezirkshauptort, hat sich seit den 1960er-Jahren zu einem subregionalen Zentrum mit einem bedeutenden Arbeitsplatzangebot entwickelt. Tafers ist Sitz des Oberamtes und des Bezirksgerichts Sense, ferner befinden sich in der Gemeinde das 1975 eröffnete Sensler Museum, das Spital HFR Tafers, das medizinische Pflegeheim sowie verschiedene soziale Institutionen. Tafers ist einer der Standorte der Orientierungsschule (OS) des Sensebezirks.

## Bevölkerung
Die Bevölkerung von Tafers ist seit Anfang des 20. Jahrhunderts von 964 Einwohnern im Jahr 1900 auf 7900 (Stand 31. Dezember 2023) gewachsen. Dieses regelmässige Wachstum ist vergleichbar mit der Entwicklung in den anderen grösseren Gemeinden des Bezirks.

## Politik
Die Exekutive – der Gemeinderat – besteht aus neun vom Volk gewählten Volksvertretern. Die am meisten verbreiteten politischen Gruppierungen in Tafers sind CSP, CVP, SVP und SP. Die Kommissionen unterstützen den Gemeinderat in seinen Entscheidungsfindungen. Die Gemeindeverwaltung hat ihren Sitz im 1991 eingeweihten Amtshaus, wo sich auch kantonale Behörden befinden.

## Wirtschaft
Tafers gilt aufgrund seiner Verkehrslage, günstigem Steuerfuss und anderer Vorteile, wie etwa dem Angebot an Dienstleistungen, Arbeitskräften, Schulen und Infrastruktur als beliebter Wirtschaftsstandort. Viele Firmen nutzten diese Standortvorteile und liessen sich in Tafers nieder. In der Gemeinde gibt es zahlreiche Betriebe, tätig im primären, sekundären und tertiären Sektor, mit rund 1420 Arbeitsplätzen. Grössere Arbeitgeber sind beispielsweise Element AG oder das Freiburger Spital mit dem Standort in Tafers. Ein Partner in Wirtschaftsangelegenheiten ist der Gewerbeverein Tafers.

## Verkehr
Das Dorf Tafers liegt an der Kreuzung von zwei den Sensebezirk durchquerenden Kantonsstrassen, der Verbindung Freiburg–Schwarzenburg einerseits und Düdingen–Plaffeien andererseits. Der Autobahnanschluss an die A12 ist nur rund 5 Autominuten vom Zentrum entfernt, ebenso der Eisenbahnanschluss, wenn man mit dem Auto fährt. Einen eigenen Bahnhof hat Tafers nicht. Ein in regelmässigen Zeitabständen verkehrender Bus verbindet Tafers mit Freiburg und dem Umland.

## Besondere Bauten

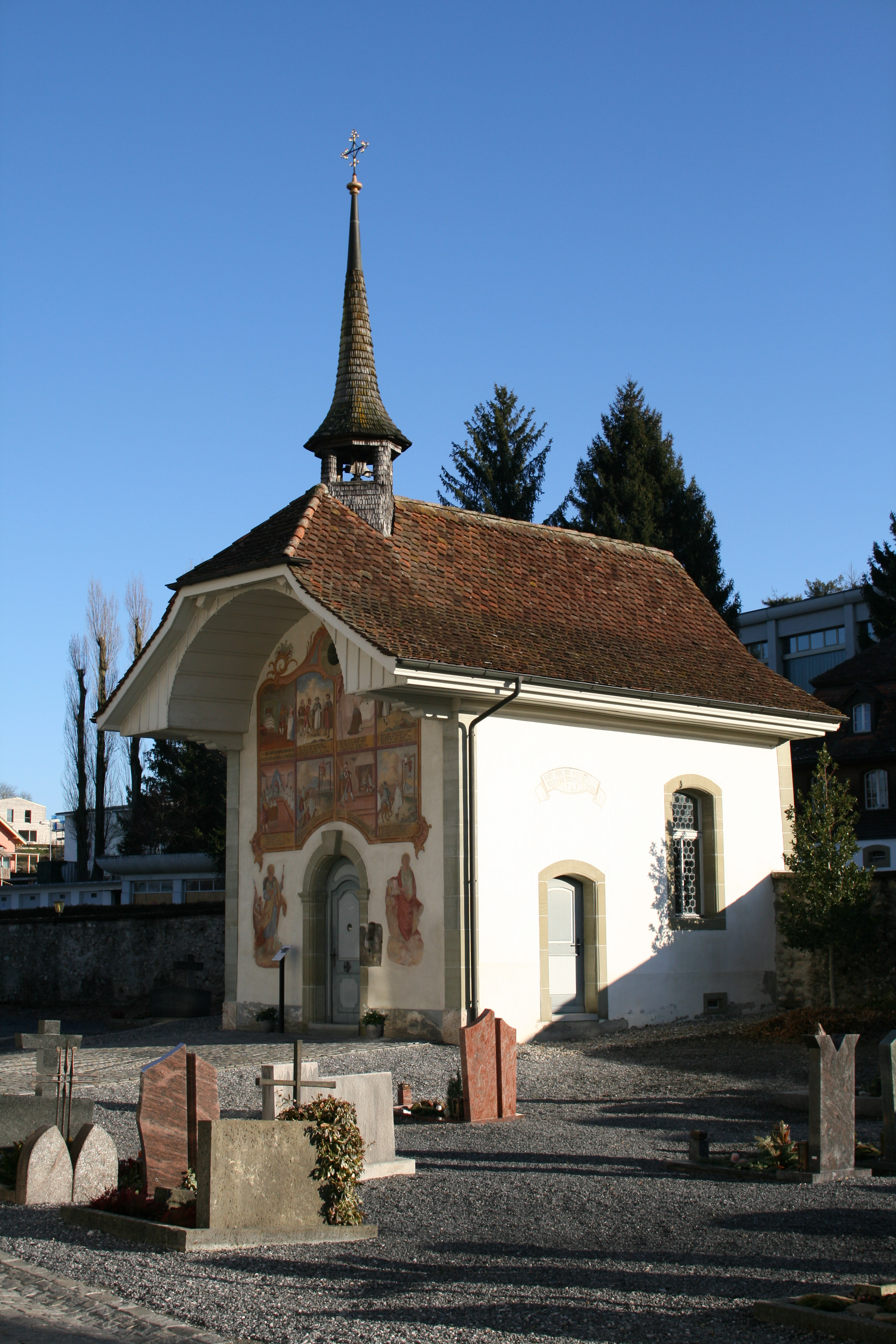
Kapelle der Jakobsbruderschaft, die Fassade zeigt das «Hünerwunder» auf dem Weg nach Compostela

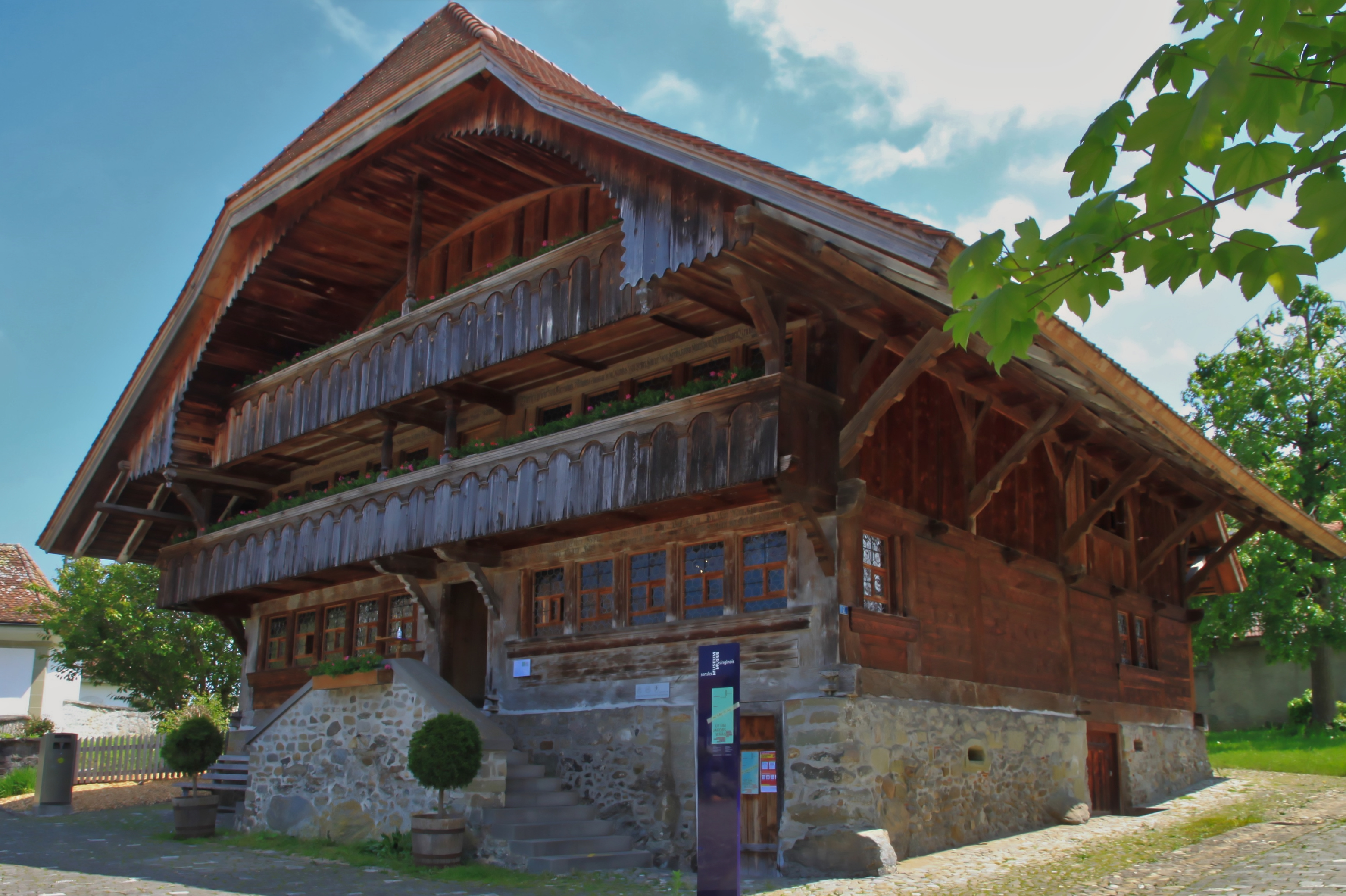
Sensler Museum

Das Dorfbild ist geprägt von verschiedenen Sakral- sowie von einigen Profanbauten aus der Zeit vom 17. und 18. Jahrhundert bis etwa 1900.
- Die römisch-katholische Kirche St. Martin präsentiert sich als Bau aus den Jahren 1786–89, mit einem polygonalen Glockenturm aus dem 16. Jahrhundert. Im Innern sind verschiedene wertvolle kunstgeschichtliche Objekte zu sehen.[9]
- Im Friedhof stehen die Michaels- und die Jakobskapelle, letztere mit Malereien zum «Hühnerwunder» (auch «Galgenwunder») des Heiligen Jakob geschmückt.[8]
- Am Dorfplatz vor der Kirche setzt insbesondere das 1780 errichtete ehemalige Sigristenhaus einen Akzent, ein für die Bauweise der Region typisches Holzhaus, das zuerst als Schulhaus diente und in dem seit 1975 das Sensler Museum eingerichtet ist.
- Ebenfalls aus dem 18. Jahrhundert stammt der Gasthof St. Martin, während das für das Oberamt errichtete «Schloss» von der Mitte des 19. Jahrhunderts datiert.
- Am Rand des Dorfkerns sind der eigentlich als Bahnhof gebaute Gasthof Taverna sowie das Primarschulhaus, beide um 1900 entstanden, zu sehen. Diverse Bahnprojekte wurden nie realisiert.
- Die neueren Bauten, die die Zentrumsfunktion von Tafers erforderte (Amtshaus, OS-Schulhaus, Spital, Pflegeheim, Behindertenwerkstätte) stehen alle ausserhalb des Dorfkernbereichs und haben somit keine Veränderung des typischen Ortsbildes gebracht.

Das Gemeindegebiet umfasst nebst dem Dorfkern mehrere Einzelhöfe und Weiler – unter diesen den bäuerlichen Weiler Rohr wie auch die Herrensitze Menziswil, Schloss Maggenberg und Brunnenberg – ebenso wie mit Kleinschönberg ein Vorstadtquartier. Mit dem Galterengraben und dem steilen Südhang des Brunnenbergrains weist Tafers auch bedeutende Naturschutzgebiete auf.

## Natur und Landschaft
Durch ein Vernetzungsprojekt mit Nachbargemeinden wertet man die landwirtschaftlichen Schönheiten auf und sorgt gleichzeitig für deren Erhaltung. Durch die stetig wachsende Bevölkerungszahl sind auch Erschliessungsfragen im Ver- und Entsorgungsbereich mit weit vorausschauender Politik gelöst. Die entsprechenden Infrastrukturen sind gut ausgebaut. Ein behutsamer Umgang mit vorhandenen Energieressourcen wird auch in Tafers angestrebt. Die ganze Landwirtschaftszone von Tafers ist im Vernetzungsprojekt «Landschaft & Landwirtschaft» integriert, an dem die Gemeinden Tafers, Düdingen und Schmitten heute mit zirka fünfzig Landwirtschaftsbetrieben beteiligt sind.

## Persönlichkeiten
- David Aebischer (* 1978), Eishockeytorhüter
- Stefan Aeby (* 1979), Jazzmusiker
- Urs Kolly (* 1968), Leichtathlet
- Franz Kuenlin (1781–1840), wurde im Schloss Maggenberg geboren und war später Grossrat und Autor
- Thomas Rauber (* 1966), Unternehmer und Politiker (CVP)
- Christian Schmutz (* 1970), Journalist, Schriftsteller und Dialektologe
- Urs Schwaller (* 1952), Politiker (CVP), Ständerat, Verwaltungsratspräsident der Schweizerischen Post
- Arnold Waeber (1923–1988), Politiker und Staatsrat des Kantons Freiburg
- Stephanie Waeber (* 2000), Schweizer Fußballspielerin
- Franziskus Maria vom Kreuze Jordan (1848–1918), deutscher katholischer Priester, Gründer der Salvatorianer-Ordensgemeinschaft, gestorben in Tafers